# マック・アヴェニュー・レコード
マック・アヴェニュー・レコード（Mack Avenue Records）は、ミシガン州グロース・ポイント・ファームズにある独立レコード・レーベル。

## 背景
マック・アヴェニューは、ジャズ・ファンであり、アメリカのアパレル会社カーハートの会長であるグレッチェン・カーハート・ヴァレイドによって1999年に設立された。同社はデトロイト・ジャズ・フェスティバルのスポンサーであり、2006年にグレッチェン・ヴァレイドが1,500万ドルを寄付している。
初期のマックのレコーディング・アーティストには、テリー・ギブス、オスカー・カストロ＝ネヴィス、ジョージ・シアリングが含まれていた。時が経つにつれ、マック・アヴェニューはゲイリー・バートン、ケヴィン・ユーバンクス、スタンリー・ジョーダン、クリスチャン・マクブライド、ジェラルド・ウィルソン、イエロージャケッツなどのベテラン・ジャズ・ミュージシャンたちと契約を交わすようになった。2008年に行われた買収により、ジョナサン・バトラー、ブライアン・ブロンバーグ、リック・ブラウン、リチャード・エリオット、ケニー・ランキンが加わり、レーベルのカタログはブルース、ゴスペル、リズム・アンド・ブルース (R&B)などのジャンルを追加して拡大された。マック・アヴェニューのレコーディング・アーティストたちは、複数のグラミー賞にノミネートされ、また受賞している。
2016年にマック・アヴェニューは「MAXJAZZ」を買収し、カタログをさらに拡大した。